# Syncopacma acanthyllidis
Syncopacma acanthyllidis är en fjärilsart som beskrevs av Walsingham 1905. Syncopacma acanthyllidis ingår i släktet Syncopacma och familjen stävmalar. Inga underarter finns listade i Catalogue of Life.